# Лехия (футбольный клуб, Гданьск)
«Ле́хия» (пол. Ośrodek Szkolenia Piłkarskiego Lechia Gdańsk) — польский профессиональный футбольный клуб из города Гданьск. В сезоне чемпионата Польши 2022/2023 клуб занял предпоследнее место в таблице и выбыл в Первую лигу впервые за 15 лет. Однако, в 2023/24 «Лехия» победила в Первой лиге и вернулась в Экстраклассу.

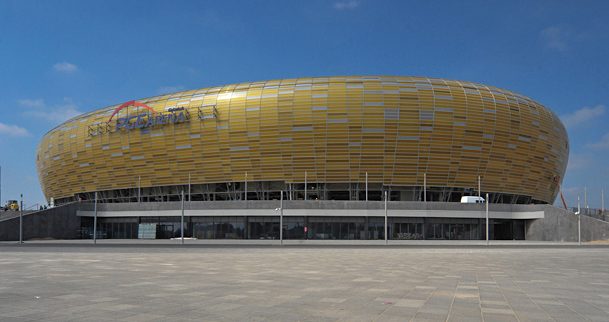
PGE Arena

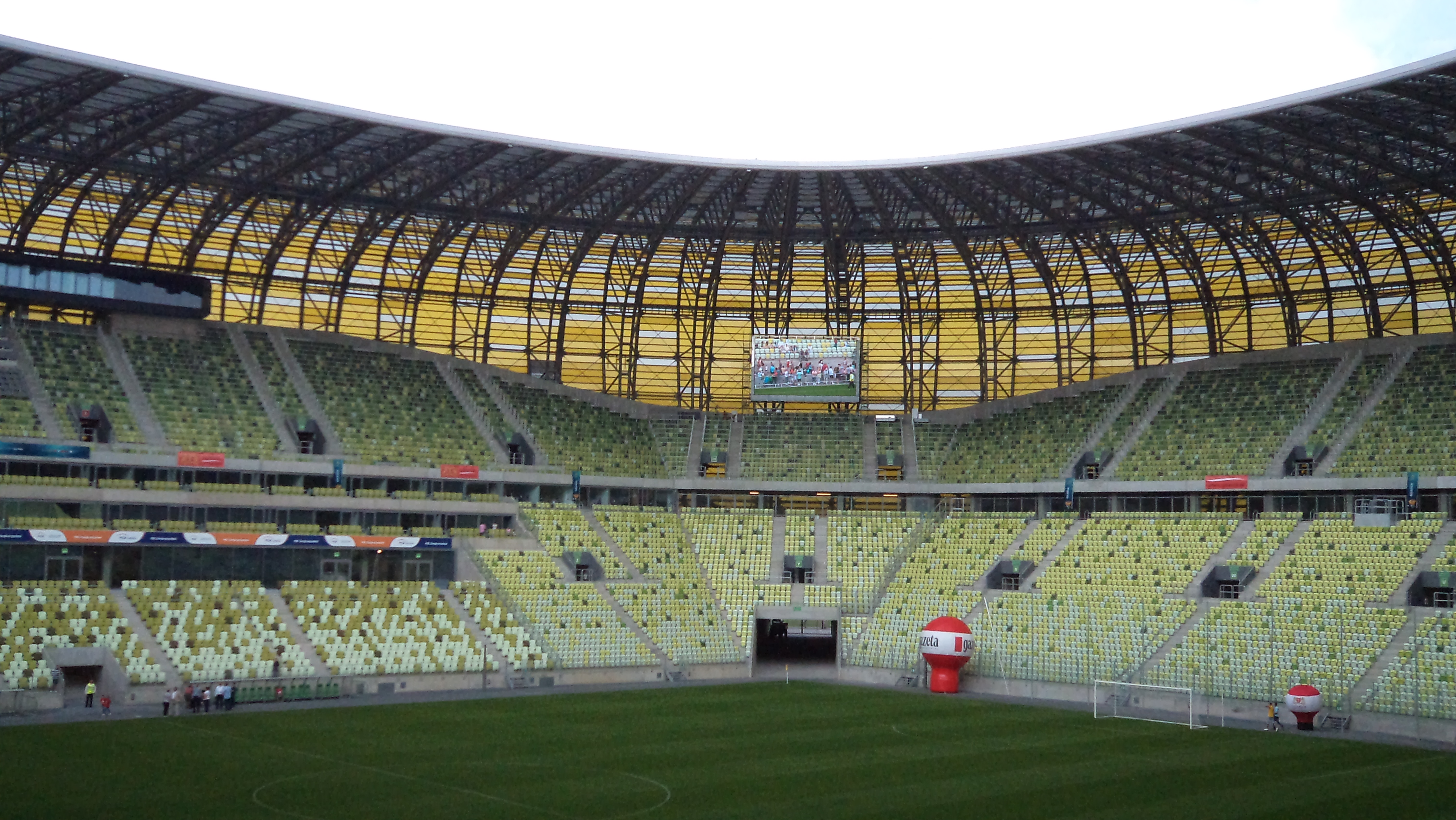
PGE Arena

## История
Клуб основан в 1945 году под именем «БОП Балтия Гданьск». В 1946 году сменил имя на «Лехия». В 1948 году команда вышла в «Экстраклассу». В 1956 году клуб выиграл бронзовые медали — это высшее достижение команды в чемпионатах Польши. В 1983 году «Лехия» выиграла Кубок и Суперкубок Польши, получила таким образом право участвовать в Кубке Кубков. Однако выступление в этом турнире нельзя признать удачным — в первом же раунде польский клуб был разгромлен итальянским Ювентусом (10:2 по сумме двух матчей).

## Стадион
Домашние матчи после Евро 2012 команда проводит на новом стадионе «PGE Arena», вместимостью 41 620 зрителей. Ранее проводила на стадионе «МОСиР», вмещающем 12 244 мест.

## Выступление в еврокубках
| Сезон   | Турнир                        | Раунд |             | Клуб    | Счёт     |
| ------- | ----------------------------- | ----- | ----------- | ------- | -------- |
| 1983/84 | Кубок обладателей кубков УЕФА | 1R    | Флаг Италии | Ювентус | 0:7, 2:3 |
| 2019/20 | Лига Европы УЕФА              | 2Q    | Флаг Дании  | Брондбю | 2:1, 1:4 |

## Достижения
- Обладатель Кубка Польши (2): 1983, 2019
- Финалист Кубка Польши (2): 1955, 2020
- Бронзовый призёр чемпионата Польши: 1956
- Обладатель Суперкубка Польши (2): 1983, 2019